# Plotosidae
Los plotósidos (Plotosidae) son una familia está constituida por peces actinopterigios de la orden de los siluriformes.

## Morfología
Tienen la cola alargada de una manera parecida a la anguila. La mayoría de las especies tienen cuatro pares de barbas sensoriales, usando sus barbas alrededor de la boca para detectar el alimento. Algunos pueden causar lesiones dolorosas a humanos con sus espinas.

## Distribución y hábitat
En la familia hay especies tanto de agua dulce como de mar y aguas salobres, distribuidas por ríos del sureste de Asia y de islas de Oceanía, así como por las costas del océano Índico y oeste del océano Pacífico desde el Japón hasta Australia y Fiyi.